# Santa Maria de Camprodon
L'església de Santa Maria de Camprodon és l'església parroquial de Camprodon, al Ripollès. Està situada al centre, prop del monestir de Sant Pere. Forma part de l'Inventari del Patrimoni Arquitectònic de Catalunya.

## Descripció

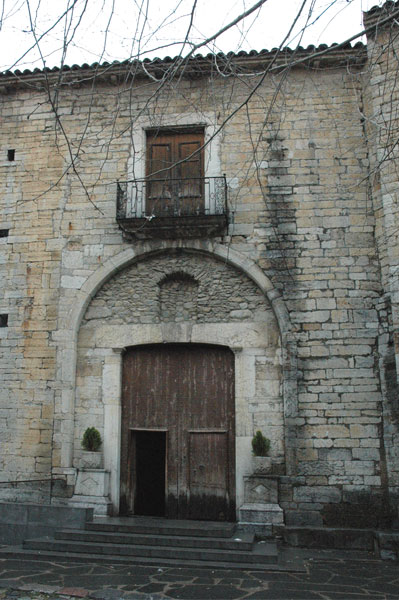
Porta de l'església

Església parroquial, originalment depenent del monestir de Sant Pere. La plaça era el cementiri parroquial i els jardins i part del pati de les escoles, el del monestir. Gòtic. Substitueix l'original del segle xi de tipus romànic. Opus spicatum al campanar, segurament per imitació d'una paret o element original anterior, probablement romànic.
Cal destacar la capella dels Dolors (1710-1722) i altres elements escultòrics. Formant cos amb l'actual església hi ha una torre, que adquireix tot el caràcter d'obra de fortificació: el carruatge, l'escassetat d'obertures i els merlets, així com l'emplaçament, semblen denotar una pretèrita funció defensiva. De fet, la torre, de planta rectangular, en constituir avui un element més de l'església, no resta individuada.

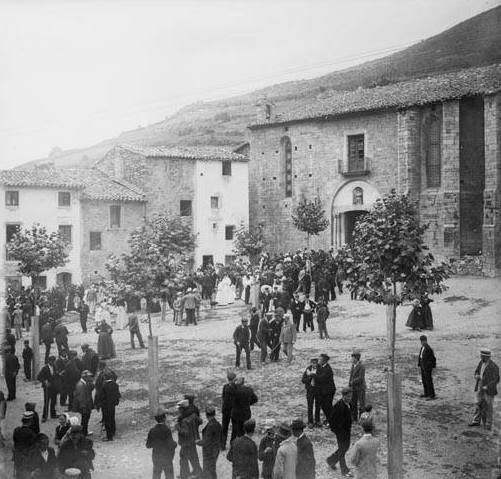
Gent sortint de missa (ca. 1890)

## Història
Els monjos de Sant Pere de Camprodon van fer construir una capella dedicada a Santa Maria, amb l'objectiu de fer-la servir de temple parroquial sota la dependència del monestir. Aquesta capella, començada potser el 1013, fou restaurada el 1096 i ha estat engrandida i modificada posteriorment en diverses ocasions. La parròquia es va fer independent del monestir el 1759. Guarda l'Arqueta de Sant Patllari i altres peces d'orfebreria, procedents de Sant Pere.